# Tsussie Indian Reserve 6
Tsussie Indian Reserve 6 (franska: Réserve indienne Tsussie 6) är ett reservat i Kanada.   Det ligger i provinsen British Columbia, i den sydvästra delen av landet, 3 600 km väster om huvudstaden Ottawa.
I omgivningarna runt Tsussie Indian Reserve 6 växer i huvudsak blandskog. Runt Tsussie Indian Reserve 6 är det ganska tätbefolkat, med 129 invånare per kvadratkilometer.